# Ougandatherium napakense
Ougandatherium napakense Guérin and Pickford, 2003, 2003 è un mammifero estinto, appartenente ai perissodattili. Visse nel Miocene inferiore (Burdigaliano, circa 19 – 20 milioni di anni fa) e i suoi resti fossili sono stati ritrovati in Uganda.

## Descrizione
Questo animale era un rinoceronte di piccole dimensioni, dalle ossa nasali corte e privo di corno. I denti superiori erano a corona alta (ipsodonti) con una fossetta mediana riempita di cemento dentario. I premolari superiori erano piccoli e muniti di una parete interna che univa protocono e ipocono. I molari superiori, invece, erano dotati di una parete esterna molto ondulata. Le zampe erano lunghe e snelle, e fanno supporre che Ougandatherium fosse un animale corridore. 

## Tassonomia
Ougandatherium napakense è stato descritto per la prima volta nel 2003, ed è considerato uno dei più antichi membri degli iranoteriini, un gruppo di rinoceronti dalla dentatura ipsodonte e dalle zampe solitamente snelle. È possibile che fosse un discendente di Bugtirhinus, del Miocene inferiore asiatico, e che fosse un predecessore dell'enigmatico Kenyatherium del Miocene superiore africano.